# Literaturjahr 1512
Liste der Literaturjahre

◄◄ | ◄ | 1508 | 1509 | 1510 | 1511 | Literaturjahr 1512 | 1513 | 1514 | 1515 | 1516 | ► | ►►

Weitere Ereignisse

## Ereignisse

### Poeta laureatus
- Der Eidgenosse Glarean erhält wegen eines Lobgedichtes auf Kaiser Maximilian I. von diesem die Dichterkrone als poeta laureatus.

### Prosa
- um 1512: Die erste erhaltene Ausgabe des Till Eulenspiegel wird publiziert.

### Versepen
- Thomas Murner veröffentlicht gleich zwei in deutschen Versen verfasste, der Narrenliteratur zuzuordnende Satiren: die Narrenbeschwerung und die Schelmenzunfft. In der Narrenbeschwörung bezieht sich Murner direkt auf das Narrenschiff von Sebastian Brant und verwendet teilweise auch dessen Illustrationen.
- Das mittelalterliche Versepos Orendel wird in Augsburg erstmals im Druck herausgegeben. Gleichzeitig erscheint auch eine Prosaversion. Das Werk soll vermutlich die Wallfahrt zum Heiligen Rock in Trier anregen.

### Lyrik
- Pietro Aretino veröffentlicht in Venedig seine ersten Sonette.

### Wissenschaft und Religion

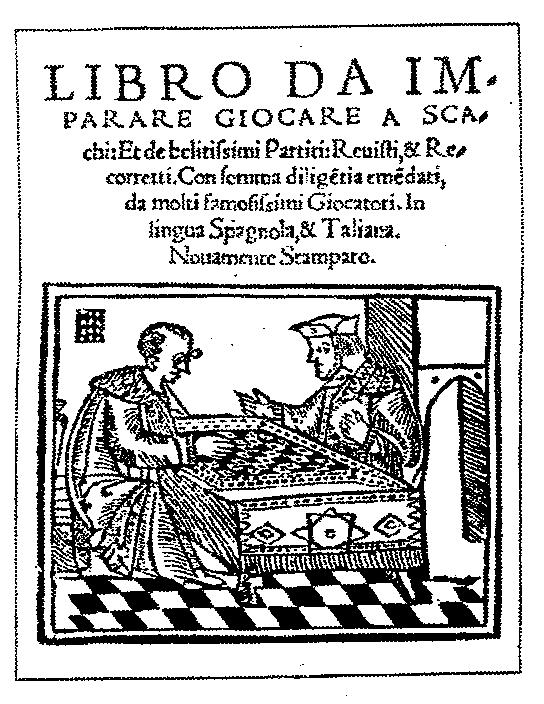
Titelseite mit Holzschnitt

- Der portugiesische Apotheker Damiano de Odemira veröffentlicht in Rom sein zweisprachiges Schachlehrbuch Questo libro e da imparare giocare a scachi et de le partite. Das Werk findet über die nächsten Jahrzehnte Verbreitung in ganz Europa.

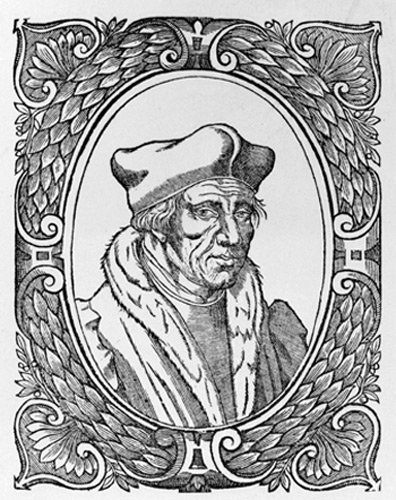
Lefèvre d’Étaples

- Der französische Theologe und Humanist Jacques Lefèvre d’Étaples publiziert eine textkritische Edition der Paulus-Briefe.

## Geboren

### Geburtsdatum gesichert

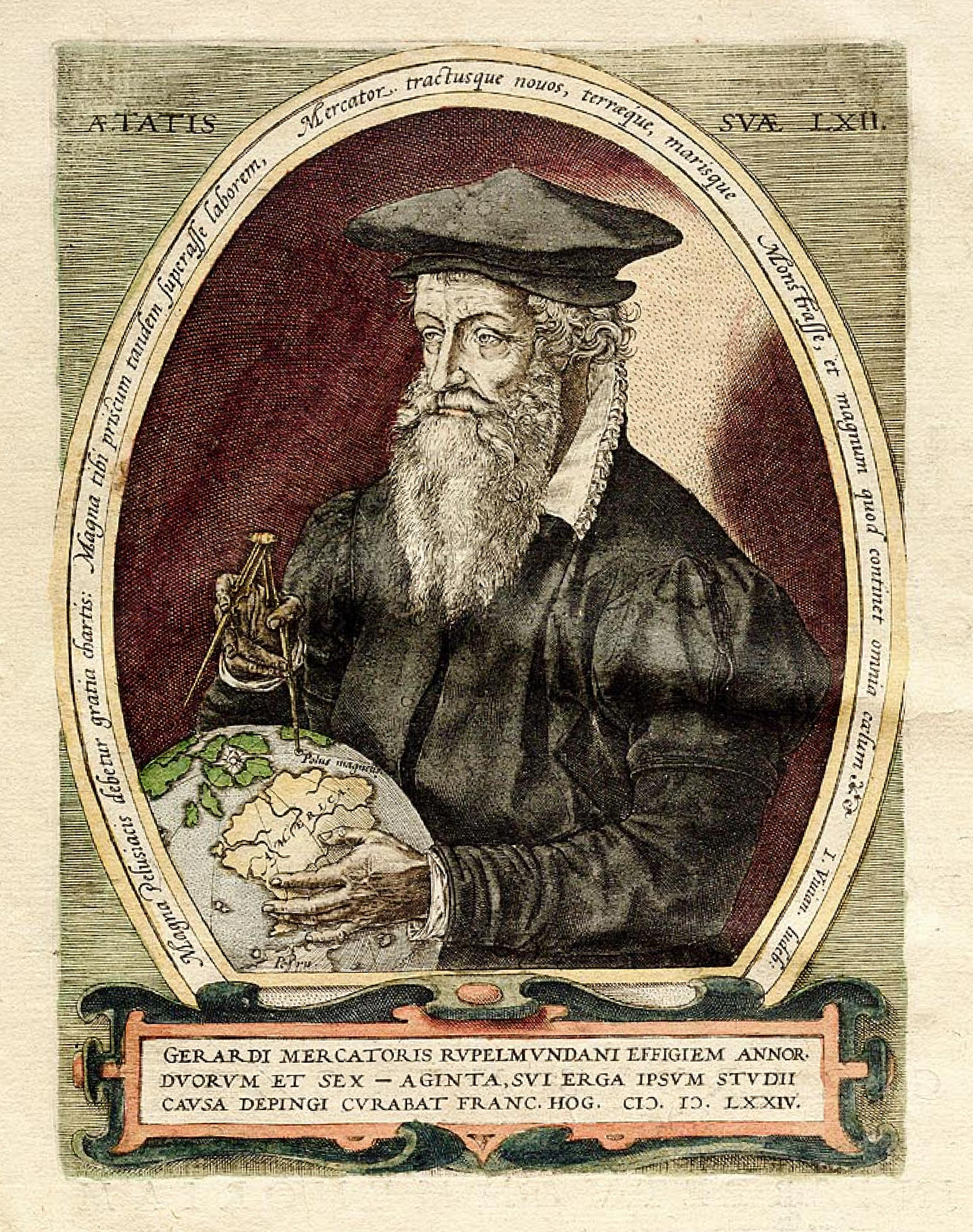
Gerardus Mercator; * 5. März

- 5. März: Gerhard Mercator, flämisch-deutscher Mathematiker, Geograph, Philosoph, Theologe und Kartograf († 1594)
- 24. Juni: Balthasar Brusch, Egerer Buchbinder, Buchhändler und Chronist († 1589)

### Genaues Geburtsdatum unbekannt
- Martin Cromer, polnischer Geschichtsschreiber, Theologe und Bischof († 1589)
- Antonio Lafreri, französisch-italienischer Drucker, Kartenhändler und Verleger († 1577)
- Francesco Sansovino, italienischer Gelehrter, Dichter und Autor († 1586)
- Pontus de Tyard, französischer Dichter und Theologe († 1605)

### Geboren um 1512
- Ortensio Lando, italienischer Humanist und Schriftsteller († 1553)

## Gestorben

### Todesdatum gesichert

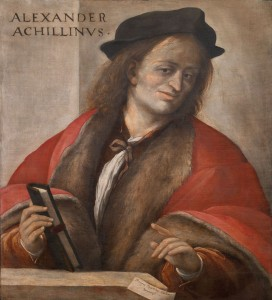
Alessandro Achillini; † 2. August

- 2. August: Alessandro Achillini, italienischer Philosoph und Arzt (* 1463)

### Genaues Todesdatum unbekannt
- Dietrich Gresemund, deutscher humanistischer Autor (* 1477)

### Gestorben um 1512
- Hieronymus Brunschwig, deutscher Arzt und Autor (* um 1450)